# Project M (NASA)

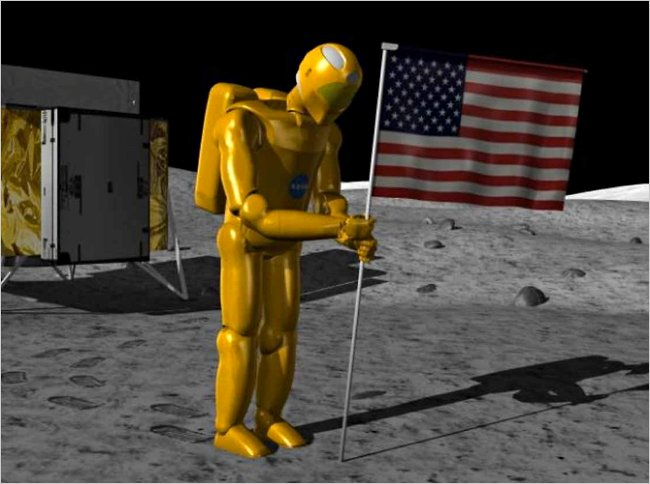
Simulering av Robonaut 2 på månen i Project M

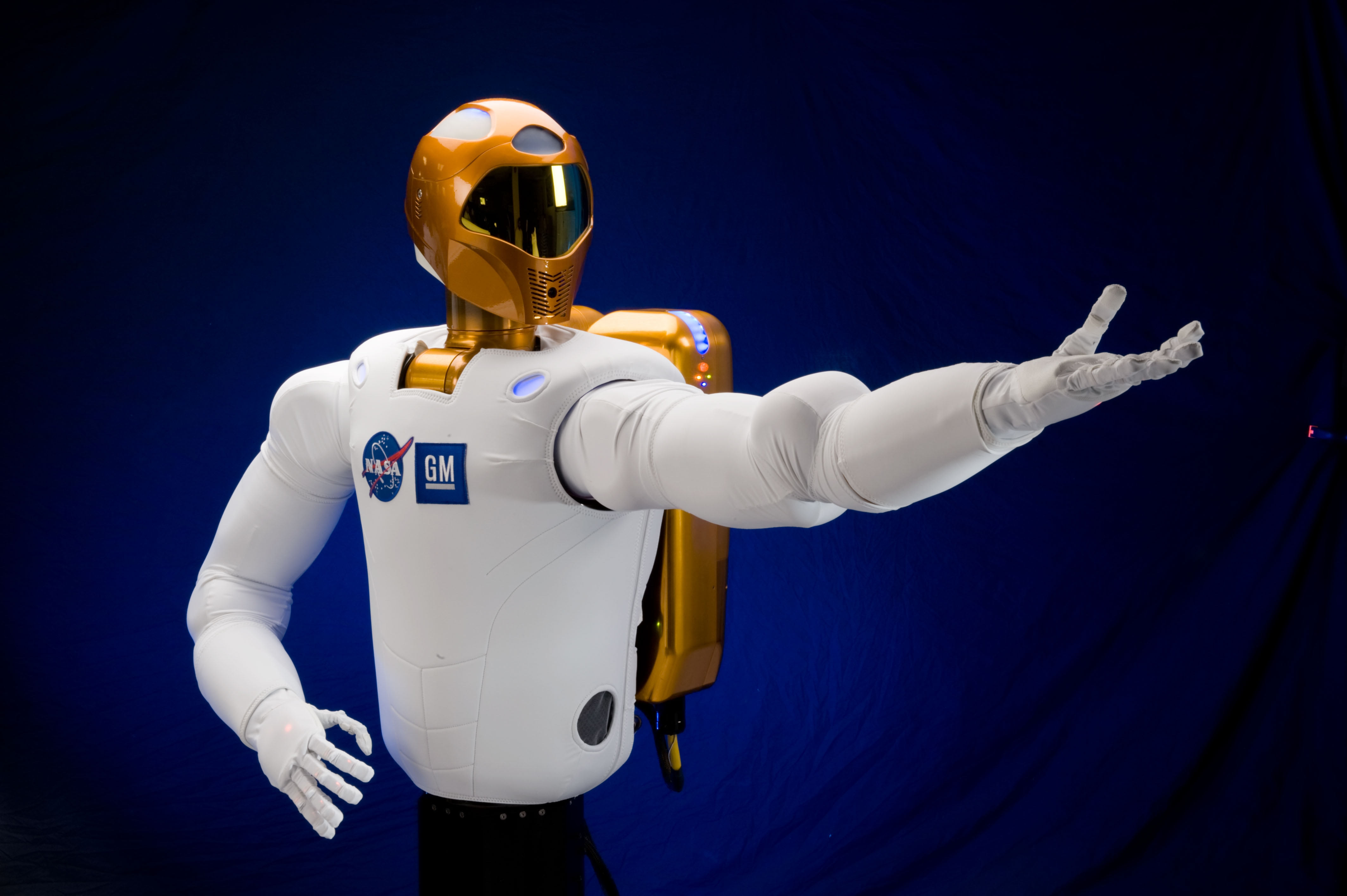
Robonaut 2

Projekt M var ett föreslaget NASA-projekt för att skicka en Robonaut till månen.  Detta planerades ursprungligen att uppnås på bara tusen dagar från det officiella tillkännagivandet, men har sedan skiftats till Project Morpheus. 

## Historia
NASA räknade på att projektet kunde ha kostat mindre än 200 miljoner amerikanska dollar. Ytterligare 250 miljoner dollar hade behövts för uppskjutningsraketen. Projektet kunde ha genomförts på tusen dagar eller mindre när det hade godkänts. Projektet skulle ha använt en variant av landare utvecklad av Armadillo Aerospace.   Den 23 juni 2010 gjordes en testflygning av en prototyp som kallas Guidance Embedded Navigator Integration Environment (GENIE). GENIE utvecklades för att demonstrera full funktionell i realtid, styrning, navigering och kontroll-kod i en uppskjutningsraket som är lämplig för landning på månens yta. 